# Veronica Taylor
Veronica Taylor est une actrice américaine née le 4 décembre 1965, spécialisée dans le doublage.

## Biographie
Elle est notamment la voix anglaise de Sacha (Ash Ketchum en version anglaise), de sa mère (Delia Ketchum) et de Flora (May en version anglaise) dans les huit premières saisons et les premiers films de la franchise Pokémon.

## Filmographie
- 1989 : Legend of Lemnear: Kyokuguro no tsubasa barukisasu (vidéo) : Lian (voix)
- 1992 : Yû yû hakusho (série télévisée) : Botan / Yokina / Keiko Yukimura (voix)
- 1993 : Battle spirits ryûko no ken (TV) : Yuri (voix)
- 1994 : Yû yû hakusho: Meikai shitô hen - Honô no kizuna : Botan, Yokina, Keiko Ukimura (voix)
- 1995 : Twin Angels 3 (vidéo) : Utako
- 1995 : Slayers (série télévisée) : Amelia (English version)
- 1996 : Slayers Next (série télévisée) : Amelia (voix)
- 1997 : Slay N (série télévisée) : Amelia (voix)
- 1997 : Slayers Try (série télévisée) : Amelia (voix)
- 1998 : Slay T (série télévisée) : Amelia (voix)
- 1998 : Elle et Lui (série télévisée d'animation) : Yukino Miyazawa
- 1999 - 2006 : Pokémon, la série (série télévisée d'animation) : Ash Ketchum / Delia Ketchum / May (voix)
- 1999 : Pokémon, le film : Mewtwo contre-attaque (Pokémon: The First Movie) : Ash Ketchum (voix)
- 2000 : Pokémon : Vol. 21 : Po-Ke Corral (série télévisée d'animation) : Ash Ketchum (voix)
- 2000 : Pokémon 2 : Le Pouvoir est en toi (Film d'animation) : Ash Ketchum / Delia Ketchum (voix)
- 2001 : Tama et ses amis (série télévisée d'animation) : Amy (voix)
- 2001 : Pokémon 3 : Le Sort des Zarbi (Film d'animation) : Ash Ketchum / Mrs. Delia Ketchum (voix)
- 2001 : Cubix (Cubix: Robots for Everyone) (série télévisée d'animation) : Abby (voix)
- 2002 : Fighting Foodons (série télévisée) : Dia / Clawdia (voix)
- 2002 : Seven of Seven (série télévisée) : Nana (voix)
- 2002 : Pokémon 4ever : Celebi, la voix de la forêt (Film d'animation) : Ash Ketchum (voix)
- 2003 : Teenage Mutant Ninja Turtles (série télévisée d'animation) : April O'Neil (voix)
- 2003 : Les Héros Pokémon (Film d'animation) : Ash Ketchum (voix)
- 2017 - 2019 :Ollie & Moon : Agent de bord (voix)

## Ludographie
- 2000 : Valkyrie Profile : Aelia, Freya, Jayle
- 2000 : Pokémon Puzzle League : Sacha Ketchum
- 2003 : Ape Escape 2 : Jimmy
- 2005 : Shonen Jump's One Piece: Grand Battle : Nico Robin
- 2006 : Shonen Jump's One Piece: Grand Adventure : Nico Robin
- 2006 : One Piece: Pirates' Carnival : Nico Robin
- 2008 : Insecticide : Chrys Liszt
- 2009 : Dissidia Final Fantasy : Cosmos
- 2009 : Teenage Mutant Ninja Turtles: Smash-Up : April O'Neil
- 2009 : Teenage Mutant Ninja Turtles: Turtles in Time Re-Shelled : April O'Neil
- 2011 : Dissidia 012: Final Fantasy : Cosmos
- 2011 : L.A. Noire : Cynthia Graham
- 2016 : Dragon Ball Xenoverse 2 : Brianne de Chateau / Ribrianne
- 2016 : Yu-Gi-Oh! Duel Links : Carly Carmine
- 2017 : Fire Emblem Heroes : Micaiah, Manuela, Rune
- 2018 : Dissidia Final Fantasy NT : Narratrice
- 2018 : Dragon Ball Legends : Brianne de Chateau / Ribrianne
- 2018 : Valkyria Chronicles 4 : Crymaria Raven
- 2019 : Fire Emblem: Three Houses : Manuela Casagranda
- 2020 : 13 Sentinels: Aegis Rim : Tsukasa Okino
- 2022 : Rune Factory 5 : Simone, Julian
- 2022 : Fire Emblem Warriors: Three Hopes : Manuela Casagranda
- 2023 : Fire Emblem Engage : Micaiah
- 2023 : Advance Wars 1+2: Re-Boot Camp : Andy